# Акубардия, Иосиф Алексеевич
Иосиф Алексеевич Акубардия (1911 год, село Квемо-Баргеби, Сухумский округ, Кутаисская губерния, Российская империя — неизвестно, село Квемо-Баргеби, Гальский район, Абхазская АССР, Грузинская ССР) — звеньевой колхоза имени Сталина Гальского района, Абхазская АССР, Грузинская ССР. Герой Социалистического Труда (1948).

## Биография
Родился в 1911 году в крестьянской семье в селе Квемо-Баргеби (сегодня — Нижний Баргяп) Сухумского округа.
После получения начального образования в местной сельской школе трудился в личном сельском хозяйстве. Во время коллективизации одним из первых вступил в местный колхоз имени Сталина Гальского района. Трудился рядовым колхозником. В послевоенное время возглавлял полеводческое звено.
В 1947 году звено под его руководством собрало в среднем с каждого гектара по 99,86 центнеров кукурузы с площади 3 гектара. Указом Президиума Верховного Совета СССР от 21 февраля 1948 года удостоен звания Героя Социалистического Труда за «получение высоких урожаев кукурузы и пшеницы в 1947 году» с вручением ордена Ленина и золотой медали «Серп и Молот» (№ 646).
Этим же Указом званием Героя Социалистического Труда были также награждены председатель колхоза имени Сталина Гальского района Владимир Ахлоевич Гогохия и двадцать тружеников колхоза, в том числе бригадиры Аполлон Зосимович Гогохия, Валериан Викторович Микава, Иродион Качалович Харчилава, Дзуку Михайлович Ригвава, Эраст Кутаевич Чаава, звеньевые Джига Павлович Бутбая, Гадза Дзугуевич Гогохия, Чичико Дзугуевич Гогохия, Джого Бардзикиевич Дзандзава, Владимир Тагуевич Заркуа, Алексей Викторович Микава, Аполлон Сейдукович Микава, Хухути Авксентьевич Тодуа, Александр Николаевич Харчилава, Валериан Иосифович Харчилава, Калистрат Дианозович Шамугия, Акакий Дзвариевич Шенгелия,  Александра Караевна Шония и Владимир Итоевич Шония.
После выхода на пенсию проживал в родном селе Квемо-Баргеби. Дата его кончины не установлена.